# Camak (Georgia)
Camak es un pueblo ubicado en el condado de Warren en el estado estadounidense de Georgia. En el censo de 2000, su población era de 165.

## Demografía
En el 2000 la renta per cápita promedia del hogar era de $26,500, y el ingreso promedio para una familia era de $30,833. El ingreso per cápita para la localidad era de $13,594. Los hombres tenían un ingreso per cápita de $28,000 contra $16,667 para las mujeres.

## Geografía
Camak se encuentra ubicado en las coordenadas 33°27′11″N 82°38′54″O / 33.45306, -82.64833 (33.453039, -82.648287).
Según la Oficina del Censo, la localidad tiene un área total de 2 km² (0,8 mi²), de la cual 2 km² (0,8 mi²) es tierra y 0 km² (0 mi²) (0.00%) es agua.